# Cattedrale del Sacro Cuore (Tarawa)
La cattedrale del Sacro Cuore di Gesù (in inglese: Sacred Heart Cathedral) è la chiesa cattedrale della diocesi di Tarawa e Nauru e si trova nel borgo di Teaoraereke, a Tarawa Sud, nelle Kiribati.
La missione del Sacro Cuore giunse nelle isole Gilbert nel 1888. Nel 1937, il vescovo Octave Terrienne fece costruire la prima cattedrale a Tanaeang, su Tabiteuea invece di Ocean Island dove era il capoluogo della colonia dal 1906. Nel 1966, data della creazione della diocesi di Tarawa, la cattedrale fu traslata a Teaoraereke su Tarawa Sud, diventata la capitale della colonia britannica delle isole Gilbert ed Ellice nel 1946.